# Wee Willie Keeler
Pour les articles homonymes, voir Keeler.
 (décembre 2017).
Si vous disposez d'ouvrages ou d'articles de référence ou si vous connaissez des sites web de qualité traitant du thème abordé ici, merci de compléter l'article en donnant les références utiles à sa vérifiabilité et en les liant à la section « Notes et références ».
William Henry Keeler (3 mars 1872 - 1er janvier 1923) fut un joueur professionnel de baseball dans la Ligue majeure de baseball. Il a joué pour les Giants de New York, Orioles de Baltimore, Superbas de Brooklyn et Yankees de New York pendant les années 1890, 1900 et 1910. 
Son premier match fut en 1892 mais sa première saison notable fut en 1894 où il a frappé plus de 200 coups sûrs. Il a continué de cette façon, accumulant au moins 200 coups sûrs en 8 saisons d'affilée (un record qui n'a été égalé qu'en 2008 par Ichiro Suzuki), avant d'en frapper 186 en 133 parties en 1902. Ces mêmes 8 saisons, il a marqué au moins 100 points avec un meilleur total de 165 en 1894. En 19 saisons, il a frappé une moyenne au-dessus de 0,300 16 fois. Sa moyenne à vie fut 0,341, la dixième meilleure moyenne de l'histoire de la Ligue majeure.
1897 fut peut-être sa meilleure saison, avec 239 coups sûrs, 145 points, 74 points produits 64 buts volés et une moyenne de 0,424. Il a aussi aligné 44 parties avec au moins un coup sûr, le meilleur total des ligues jusqu'en 1941 quand Joe DiMaggio en a eu 56. Avec 495 buts volés en 19 saisons, il est classé 34e de l'histoire de la ligue. Ses 2932 coups sûrs le placent 31e, mais en 1910 au moment de sa retraite il fut classé 2e après Cap Anson.

## Palmarès
- 31e pour les coups sûrs
- 10e pour la moyenne au bâton
- 34e pour les buts volés